# Grünwalder Forst
Grünwalder Forst – obszar wolny administracyjnie (gemeindefreies Gebiet) w Niemczech w kraju związkowym Bawaria, w rejencji Górna Bawaria, w regionie Monachium, w powiecie Monachium. Teren jest niezamieszkany.